# Matías Chacón
Matías Chacón (fl. 1558-1568) fue un compositor y maestro de capilla español.
No debe confundirse con Rodrigo Chacón, maestro de capilla de la Catedral de Murcia en 1518.

## Vida
Se desconoce el origen de Chacón. Parece que se formó musicalmecomo como infante de la capilla de música en la Catedral de Ávila.
Se documenta un Chacón organista en la Catedral de Córdoba entre 1531 y 1545, que podría corresponderse con este. Las primeras noticias documentales que se tienen de él son del 8 de mayo de 1534 cuando aparece su nombre en las actas capitulares de la Catedral de Ávila, por el que se dan 6000 maravedís de salario a Matías Chacón «porque cante canto de órgano.»
El maestro Mateo Flecha el Viejo abandonó el magisterio de la Catedral de Sigüenza hacia 1538 o 39, sin que se sepa adonde se dirigió, aunque en 1541 aparece como cantor en la Catedral de Lérida. Le sucedería en el magisterio seguntino Matías Chacón.
Fue maestro de capilla de la Catedral de Ávila, donde probablemente sucedió al maestro Jerónimo de Espinar, que había fallecido en 1558. El 4 de noviembre de ese año se enviaba a Peñalosa a Sigüenza para ofrecer a Chacón la media prebenda que había vacado Espinar, además del pago de ocho ducados, «más lo que se apreciare que valiese». Sin embargo, no está claro si llegó a tomar posesión del cargo, ya que el 6 de febrero de 1559 se publicaban edictos para el cargo de maestro de capilla en Ávila con un salario de 100 000 maravedís al año. La vacante fue cubierta cuatro meses más tarde con Bernardino de Ribera.
Tras su posible paso por Ávila regresó a Sigüenza, donde permanecería hasta 1568 y sería, junto con Juan Arenzana, el formador de la capilla de música catedralicia. Algunos autores ponen ese año de 1568 como el del fallecimiento del maestro Chacón, que pudo haber sido en Ávila o Sigüenza.
El maestro Chacón aparece como un personaje en el libro Donde Madre me espera (2019) de Miliario Vialdi.

## Obra
Se atribuya a Chacón un Libro de misas en canto de órgano.
En cuanto a las composiciones del maestro, resulta difícil la atribución, ya que existen obras firmadas con «F. Chacón», «Matías Chacón», «Salvador Chacón» y «Chacón». Se le atribuye una ensalada titulada El Molino, además del madrigal Cristalia una pastora enamorada y el himno Sacris solemnis, que se conservan ambas en el Cancionero de Medinaceli. También musicaría para órgano y cuatro voces un soneto anónimo dedicado a Cipriano de la Huerga en sus exequias:

Henares de agua clara enriquecido

sus húmidos cabellos se arrancaba,

y al lastimoso llanto le ayudaba

de las musas el coro entristecido.

El comarcano monte oía el sonido

lloroso y triste canto le enviaba

y todo lo que en torno le escuchaba

lloraba de piedad enternecido.

Cipriano (decía el río) ¡Ay Cipriano

amado hijo! que con fértil vena

regaste al pueblo grato la ribera,

no beberá de mí más agua buena

quien desconoció el seno soberano

del más divino hijo que pariera.